# もっと!チェッカーズ
『もっと!チェッカーズ』（英語表記は「MOT⊥O!! CHECKERS」）は、チェッカーズの2枚目のオリジナル・アルバム。1984年12月5日にキャニオン・レコードよりリリースされた。後発でCDとマスターサウンドLPがリリースされており、2004年3月17日にCDが再リリース。

## 概要
1984年放映のテレビドラマシリーズ『うちの子にかぎって…』（TBS系列）で流れた曲が数多く収録されている。1985年にタカラ（現・タカラトミー）からボードゲーム、『もっと!チェッカーズゲーム』が発売された。

## アートワーク
ジャケットの写真は、ミノムシの巣状にまとめられた破いた新聞紙の山にメンバー7人が体をうずめているもので、新聞紙は天地逆向きとなっているものの、福岡県で世帯普及率が高いブロック紙「西日本新聞」が用いられており、題号部分がある1面右肩部分を多用しているため、西日本新聞の題号が数多く写し込まれている。
メンバー出身地である同県の筑後および筑豊地方で発生した事件・事故の記事が1面トップとなった同一紙面を複数部数用いており、リリース前年1983年4月に福岡県飯塚市で発生した暴力団員射殺事件の容疑者逮捕時記事や、1984年1月に発生した同県高田町の三井三池炭鉱三井有明鉱火災事故関連記事の見出しが確認できる。

## メンバー
- 藤井郁弥 - リードボーカル、ギター、ブルースハープ
- 武内享 - ギター、リーダー
- 高杢禎彦 - サイドボーカル、パーカッション
- 大土井裕二 - ベース、サブリーダー
- 鶴久政治 - サイドボーカル、キーボード
- 徳永善也 - ドラムス
- 藤井尚之 - サックス、ギター、フルート

## 収録曲
CD
| #         | タイトル                              | 作詞      | 作曲       | 編曲                  | 時間  |
| --------- | ------------------------------------- | --------- | ---------- | --------------------- | ----- |
| 1.        | 「今夜はC（ツェー）までRock'n' Roll」 | 藤井郁弥  | 芹澤廣明   | 芹澤廣明              | 4:04  |
| 2.        | 「哀しくてジェラシー」                | 売野雅勇  | 芹澤廣明   | 芹澤廣明              | 3:20  |
| 3.        | 「スノー・シンフォニー」              | 売野雅勇  | 武内享     | 芹澤廣明              | 3:56  |
| 4.        | 「恋のGO GO DANCE!!」                 | 藤井郁弥  | 大土井裕二 | チェッカーズ          | 4:05  |
| 5.        | 「Lonely Soldier」                    | 藤井郁弥  | 藤井尚之   | 芹澤廣明              | 4:49  |
| 6.        | 「星屑のステージ」                    | 売野雅勇  | 芹澤廣明   | 芹澤廣明              | 4:02  |
| 7.        | 「24時間のキッス」                    | 売野雅勇  | 芹澤廣明   | 芹澤廣明 チェッカーズ | 4:11  |
| 8.        | 「ジョニーくんの愛」                  | 藤井郁弥  | 武内享     | チェッカーズ          | 4:20  |
| 9.        | 「Jukebox センチメンタル」            | 売野雅勇  | 芹澤廣明   | 芹澤廣明              | 2:44  |
| 10.       | 「ティーンネイジ・ドリーマー」        | 売野雅勇  | 芹澤廣明   | 芹澤廣明              | 5:28  |
| 合計時間: | 合計時間:                             | 合計時間: | 合計時間:  | 合計時間:             | 40:59 |

## 曲解説
1. 今夜はC（ツェー）までRock'n' Roll
2. 哀しくてジェラシー
  - 3rdシングル。
3. スノー・シンフォニー
  - 高杢がリードボーカル。
4. 恋のGO GO DANCE!!
5. Lonely Soldier
  - 尚之がリードボーカル。
6. 星屑のステージ
  - 4thシングル。
7. 24時間のキッス
  - 鶴久がリードボーカル。
8. ジョニーくんの愛
9. Jukebox センチメンタル
10. ティーンネイジ・ドリーマー
  - 「うちの子にかぎって…パート2」主題歌。